# 酱菜
酱菜（又稱虀）是用酱腌製保存并调味的蔬菜，现代也有用酱油、虾油等腌製的。另外，在某些地区日常使用中，「酱菜」一詞经常与腌菜混用。
现在亞洲北方所指的「酱菜」多是用酱油腌制。亞洲南方的酱菜使用豆瓣酱或者辣椒酱腌制，有时候还会加麻油。不过只有中國湖北地区使用「酱菜」一词作为此类腌制菜的统称。另外，中國南方除了湖北，一般不使用「醬菜」一詞。

## 酱菜举例
- 宝塔菜
- 宜賓芽菜
- 萝卜干

## 相關成語
- 斷虀畫粥：范仲淹在應天府書院讀書時，每天只煮一鍋粥，涼了以後劃成四塊，早晚取食二塊，再切一些醃菜佐食。後用以形容不畏艱苦，刻苦勤學。典出《五朝名臣言行錄》。

- 朝虀暮鹽：生活極度窮困，艱苦到早餐只能配醃菜，晚餐僅能以鹽佐食。語出韓愈《送窮文》。